# Mitrella dissimilis
Mitrella dissimilis är en snäckart som beskrevs av William Stimpson 1851. Mitrella dissimilis ingår i släktet Mitrella och familjen Columbellidae. Inga underarter finns listade i Catalogue of Life.